# Spiroplasma citri
Espèce
Spiroplasma citri est une espèce de spiroplasmes de la famille des Spiroplasmataceae.

## Description
Cette bactérie de la classe des Mollicutes, sans paroi cellulaire, à la morphologie hélicoïdale caractéristique, vit dans les tubes criblés du phloème.

## Agent pathogène
Elle est l'agent pathogène responsable du stubborn des agrumes. Cette maladie, qui sévit dans des régions tempérées chaudes, notamment aux États-Unis et dans le bassin méditerranéen, provoque une baisse des rendements, avec des fruits anormalement petits et mal-formés. Elle affecte tous les agrumes et particulièrement les orangers, mais peut aussi infecter de nombreuses espèces de plantes herbacées, souvent sans symptômes apparents. Elle est transmise par diverses espèces de cicadelles.

## Taxonomie
Le nom correct complet (avec auteur) de ce taxon est Spiroplasma citri Saglio et al. 1973.
Ce taxon porte en français le nom vernaculaire ou normalisé suivant : stubborn des agrumes. LA souche type de cette espèce est une souche marocaine, nommée R8-A2 et déposée à l'ATCC sous le numéro ATCC 27556. Cette souche est issue d'un prélèvement d'un bigaradier effectué en février 1970 dans la région de Tadla au Maroc et finalement isolé en juin 1971.

### Étymologie
L'étymologie de cette espèce est la suivante : ci’tri. L. fem. n. citrus, nom de genre; L. gen. fem. n. citri, du citron, provenant du nom de l'hôte.

## Publication originale
- (en) P Saglio, M Lhospital, D Lafleche, G Dupont, JM Bové, JG Tully et EA Freundt, « Spiroplasma citri gen. and sp. n.: a mycoplasma-like organism associated with stubborn disease of citrus. », International Journal of Systematic Bacteriology, vol. 23, no 3,‎ 1er juillet 1973, p. 191-204 (DOI 10.1099/00207713-23-3-191).